# Casa memorială „Alexei Mateevici” (Căinari)
Casa memorială „Alexei Mateevici” este o clădire amplasată în Căinari, raionul Căușeni, Republica Moldova. Este un monument istoric și arhitectural de importanță națională inclus în Registrul monumentelor Republicii Moldova ocrotite de stat cu nr. 83 (raionul Căinari). Datează de la sf. sec. XIX.